# Międzynarodowe Stowarzyszenie Sztuk Plastycznych
Międzynarodowe Stowarzyszenie Sztuk Plastycznych (fr. Association Internationale des Arts Plastiques – AIAP, ang. International Association of Arts – IAA) - największa na świecie organizacja pozarządowa zrzeszająca artystów plastyków, założona w 1956 w Paryżu, dzieląca się na pięć regionów kulturowych: Europa, Azja i Oceania, Ameryka Łacińska i Karaiby, Afryka, Kraje arabskie.
Celem Stowarzyszenia jest wspieranie międzynarodowej współpracy artystów, w duchu wolności od estetycznych, politycznych i innych uprzedzeń. Organizacja dąży także do poprawy gospodarczej i społecznej pozycji artystów na poziomie krajowym i międzynarodowym oraz do obrony ich praw materialnych i moralnych. Umożliwia, poprawia i ułatwia artystom całego świata warunki pracy w dziedzinie sztuki w ramach spotkań, seminariów i wystaw w imieniu pokoju, tolerancji i akceptacji; współpracuje z UNESCO.
Twórcy reprezentowani są przez Narodowe Komitety IAA, z których wybierany zostaje Światowy Komitet Wykonawczy na Zgromadzeniach Generalnych.